# 方正知
方正知（1918年—2017年9月16日），男，安徽桐城人，中国金属物理与空间物理学家，曾任中国科学院空间科学与应用研究中心研究员。